# لاري دودغ
لاري دودغ هو سياسي أمريكي، ولد في 1943 في أوكلاند في الولايات المتحدة، وتوفي في 17 يوليو 2012 في دالاس في الولايات المتحدة.